# Jindřich I. Ptáčník
Jindřich I. Ptáčník (německy: Heinrich der Finkler nebo Heinrich der Vogler, 876 – 2. července 936) byl vévoda saský (912–936) a král východofranský (919–936), zakladatel tzv. saské, resp. Otonské dynastie králů a císařů Svaté říše římské, kterou obnovil jeho syn Ota I. Veliký.

## Rodinné poměry
Jindřich byl synem saského vévody Oty Vznešeného a jeho manželky Hedwigy. V roce 906 se oženil s Hatheburgou, ovdovělou dcerou saského hraběte Erwina z Merseburgu. Anulovat své první manželství musel krátce po narození prvního syna Thankmara a to na nátlak halberstadtského biskupa. Znovu se oženil roku 909 s Matyldou z rodu spřízněných Immedingů. Matylda pocházela, jak zdůrazňují saští historikové, „z rodu velkého vévody Widukinda“, jenž do roku 785 vedl boj Sasů proti franskému králi Karlu Velikému, což bylo pro pozdější otonský vzestup důležité.
Jeho druhá žena Matylda přivedla na svět pět dětí, které dosáhly dospělého věku: Otu (* 912, týden před smrtí děda); Gerbergu (která se roku 928 vdala za vévodu Giselberta, čímž Jindřich ke své rodině úzce připoutal nejmocnějšího muže v Lotrinsku), Hadwigu, Jindřicha (* asi 922) a Bruna (*925).

## Saský vévoda
Po smrti Ludvíka IV. Dítěte roku 911 zemřel o rok později Jindřichův otec Ota Vznešený a Jindřich se začal bránit prosazování královské moci nově zvoleného krále Konráda I., který odmítal uznat přechod Otových práv na syna a vyžadoval přímé podřízení Saska králi.
Roku 915 konflikt s králem Konrádem vyvrcholil vojenským tažením krále do Saska. Jindřich se mu postavil nedaleko Grone (dnešní Göttingen) a bylo ujednáno příměří. Jindřich se Konrádovi formálně podrobil, Konrád se ale vzdal přímého výkonu královské vlády v Sasku. Součástí dohody bylo podle německých historiků i ujednání, že v případě smrti Konráda I. před smrtí Jindřicha podpoří Konrádovi stoupenci Jindřichovu volbu králem. Jindřich se tak nikdy nedostal do stejné pozice, jako například Arnulf Bavorský, který musel uprchnout do exilu do Uher.

## Východofranský král

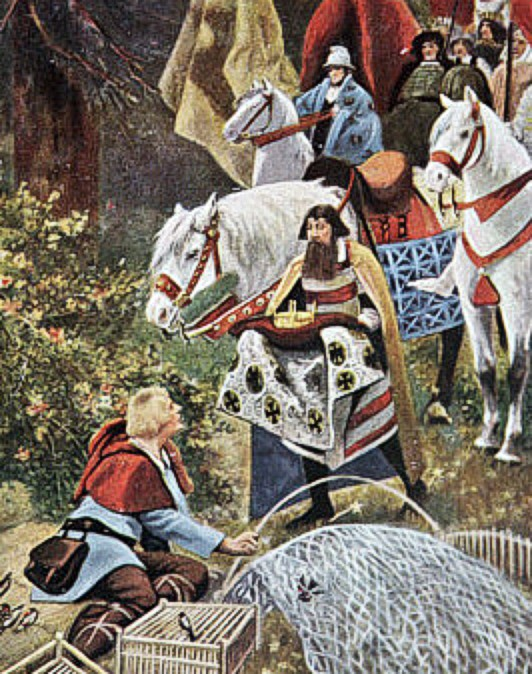
Jindřich I. Ptáčník dostává královskou korunu (na obraze Hermanna Vogela z roku 1900)

Po smrti krále Konráda I. 23. prosince 918 zvolili Frankové a Sasové v květnu 919 na setkání ve Fritzlaru Jindřicha králem. Podle otonské rodinné legendy se tak stalo podle Konrádovy poslední vůle, v níž umírající král přikázal Frankům zvolení Sasa Jindřicha a pověřil svého bratra Eberharda, aby mu předal odznaky královské moci. Podle další legendy se o svém zvolení králem dozvěděl Jindřich na lovu, byl vášnivým ptáčníkem a odtud i ono přízvisko Ptáčník.
Ve Švábsku a v Bavorsku nebyla volba zpočátku akceptována. Jindřich si musel uznání vynutit vojenskými taženími proti vévodům Burkhardovi a Arnolfovi. Nepodmanil si je násilím, ale učinil z nich své přátele a pomocníky – jako uznávaní předáci svých národů se stali nejvýznačnějšími muži království.
Postupem doby konsolidoval Východofranskou říši, sjednotil ji a stabilizoval. Roku 925 připojil k Východofranské říši Lotrinské vévodství. Své výboje zaměřil proti Dánům a Slovanům (kolem roku 930).
Roku 929 listinou určil za svého nástupce syna Otu, prvorozený syn Thankmar nebyl kvůli anulaci manželství rodičů akceptovatelný jako právoplatný dědic. Tato listina určovala poměry po jeho smrti a vdova měla obdržet jako vdovské statky především Quedlinburg, Pöhlde a Nordhausen. Mladší Jindřich měl zatím zůstat v královské domácnosti (kvůli věku) a Bruno byl určen pro duchovní dráhu (později se stal kancléřem svého bratra Oty). Dlužno říci, že Ota později tuto listinu porušil a upřel Matyldě vdovské statky v oplátku za to, že uvažovala o možné kandidatuře Jindřicha, který se na rozdíl od Oty „narodil v purpuru“ – tedy v době, kdy Jindřich I. Ptáčník už byl králem.
V té době také Jindřich vybral manželku pro syna Otu, Edgith, dceru Eduarda I. Staršího z Wessexu a nevlastní sestru vládnoucího anglického krále Ethelstana. Tím se posílila legitimita saské dynastie a připomenula kmenová příbuznost se Sasy, kteří v 5. století přesídlili do Británie (odtud pojem Anglosasové).
Během své vlády se musel bránit ničivým nájezdům maďarských kmenů na území Východofranské říše. V roce 924 vpadli Maďaři přes slovanská území do Saska, ale Jindřichovi se podařilo zajmout jejich náčelníka a sjednat devítileté příměří, musel však Maďarům platit tribut. Získaný klid využil k opevňování měst, budování silné jízdní armády a k expanzi na území Polabských Slovanů. V zimě 928 napadl Stodorany (Havolany), poté se krutě vypořádal s Daleminci na středním Labi. Nakonec se v roce 929 J. Ptáčník spojil s bavorským vévodou Arnulfem a vytáhli do Čech, kde chtěl napadnout knížete Václava. Invazní proudy od severu a od jihozápadu se v létě 929 spojily před Prahou, aniž by knížectví stihlo zorganizovat odpor. Kníže Václav zabránil válce dohodou s císařem o spojenectví a obnovení tributu, tentokrát odváděnému do Saska. Jejich pozdější vztahy byly podle kronikářů ovšem výborné. Císař na jednom říšském sněmu věnoval knížeti Václavovi ostatek sv. Víta. Tím se Čechy od té doby odklonily od orientace na Bavorsko a začaly se více přiklánět k Sasku, čemuž ostatně svědčí i zasvěcení nového kostela na Pražském hradě saskému patronovi sv. Vítu.
Později, v roce 932, Jindřich platby Maďarům ukončil a jejich trestnou výpravu porazil 15. 3. 933 v bitvě na Riade, dnes neznámém místě pravděpodobně v povodí řeky Unstruty. Porážku Maďarů pak dokonal jeho syn Ota I., když je rozdrtil v bitvě na Lechu (955).
V roce 934 napadl dánského krále Knuta I., kterého přinutil k platbě tributu a přijetí křesťanství.
V zimě 935 utrpěl Jindřich I. záchvat mrtvice na lovu v pohoří Harz, po zotavení na jaře 936 na říšské radě doporučil jako svého nástupce Otu. Zemřel 2. července 936 v Memlebenu na druhý záchvat mrtvice a byl pohřben v opatství Quedlinburg. Tam po více než třiceti letech spočinula i jeho vdova Matylda.